# Râul Brădișor, Buceș
Râul Brădișor este un curs de apă, afluent al râului Valea Satului. 

## Hărți
- Harta județului Hunedoara
- Harta munții Apuseni
- Harta munții Bihor